# Pogonillus inermis
Pogonillus inermis är en skalbaggsart som beskrevs av Bates 1885. Pogonillus inermis ingår i släktet Pogonillus och familjen långhorningar. Inga underarter finns listade i Catalogue of Life.